# Palicourea palustris
Palicourea palustris là một loài thực vật có hoa trong họ Thiến thảo. Loài này được A.C.Gilman & C.M.Taylor mô tả khoa học đầu tiên năm 2008.